# 奧登·格倫沃德
奧登·格倫沃德（挪威語：Audun Grønvold，1976年2月28日—2025年7月16日）是一名挪威男子自由式滑雪運動員。

## 運動生涯
格倫沃德贏得2005年世界自由式滑雪錦標賽越野滑雪銅牌。
格倫沃德於2007年贏得越野滑雪世界杯。他曾代表挪威參加2010年溫哥華冬季奧運會，贏得男子越野滑雪銅牌。
格倫沃德是高山滑雪選手，滑降賽第三名是他在世界盃上的最佳成績。
格倫沃德贏得高山滑雪和自由式滑雪的全國冠軍，2003年和2004年贏得挪威速降冠軍:128，2005年和2006年成為挪威越野滑雪冠軍:135。  2010年，他又贏得了越野滑雪的全國冠軍，這也為他贏得了國王盃獎杯。
格倫沃德於2010年因傷退役。退役後，他在2010年至2012年間擔任挪威國家越野滑雪隊的教練。

## 逝世
格倫沃德於2025年7月12日在小屋旅行時被雷擊中，並於幾天後的7月16日逝世，享年49歲。

## 外部連結
- Audun Grønvold在FIS (alpine)（英语）
- Audun Grønvold在FIS (freestyle)（英语）
- Audun Grønvold在Olympedia（英语）